# Мосты Киева

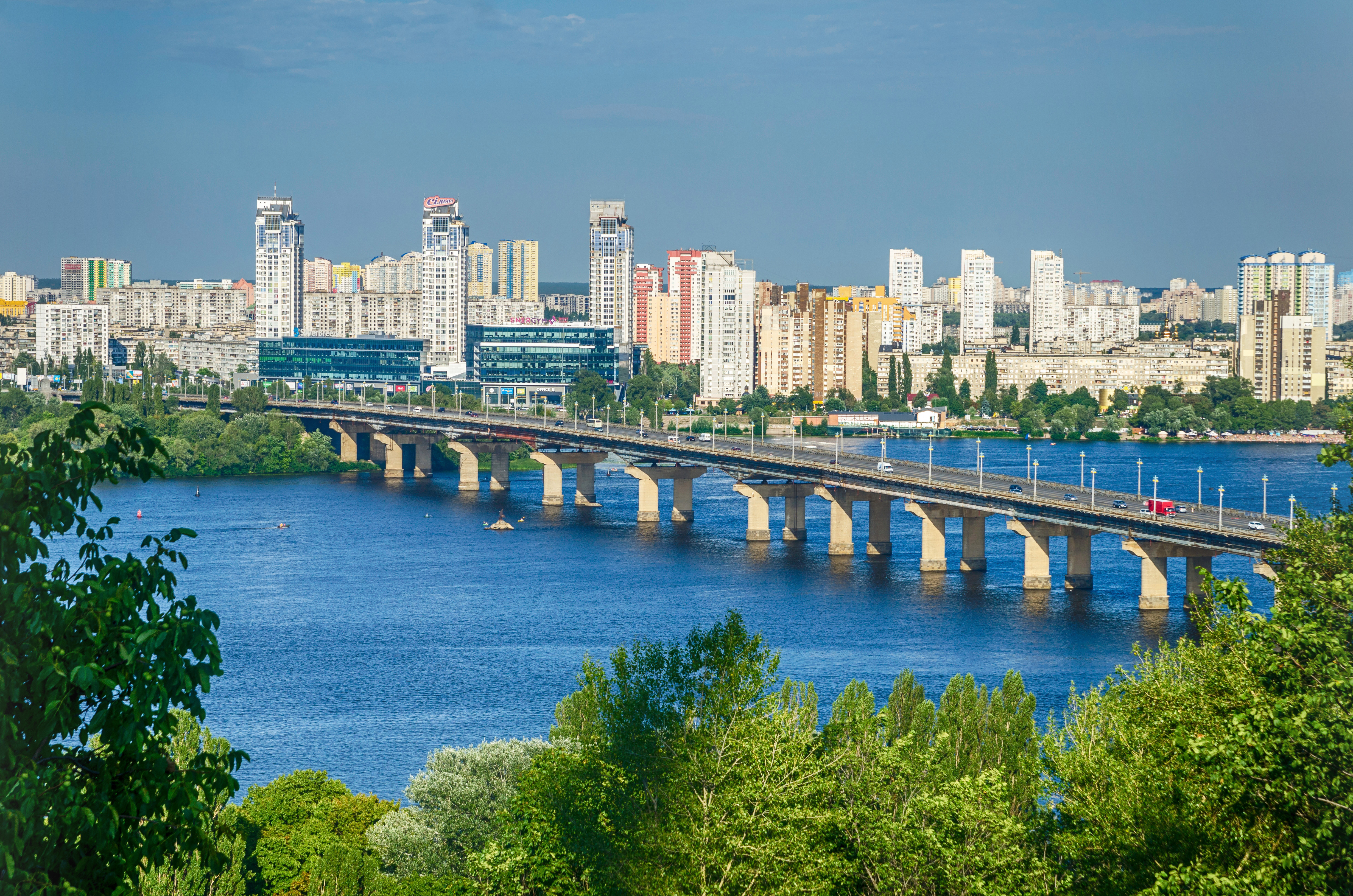
Мост Патона со стороны Киево-Печерской лавры

В городе Киеве построены девять мостов через Днепр. Кроме этого, в городе есть некоторое количество небольших мостов, построенных над притоками Днепра. Первый наплавной мост был сооружён в 1115 году.
Того же лѣта устрои мостъ чересъ Днѣпръ (Повесть временных лет)

## Мосты через Днепр

### Автомобильные

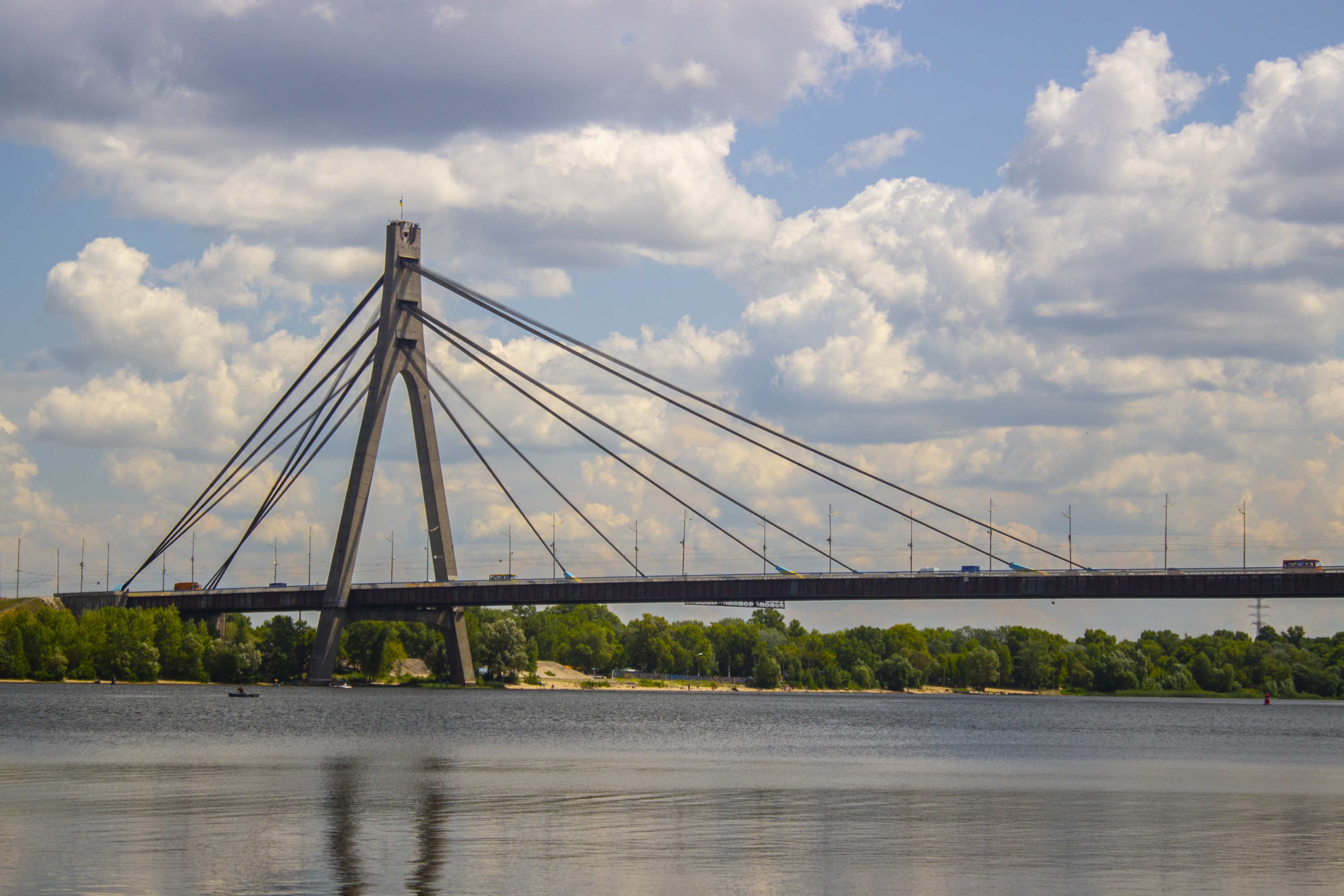
Северный мост

- Северный (Московский) мост — построен в 1976 году. 50°29′26″ с. ш. 30°32′09″ в. д.HGЯO
- Мост Метро — построен 5 ноября 1965 года. 50°26′33″ с. ш. 30°33′51″ в. д.HGЯO
- Русановский метромост через Русановский пролив — открыт 5 ноября 1965 года. 50°26′53″ с. ш. 30°35′03″ в. д.HGЯO
- Мост имени Е. О. Патона — построен 5 ноября 1953 года. 50°25′38″ с. ш. 30°34′55″ в. д.HGЯO
- Дарницкий автомобильно-железнодорожный мост — построен в 2011 году, автомобильное движение открыто c левого берега на правый 17 декабря 2010 года, с правого на левый 31 марта 2011 года. .50°24′54″ с. ш. 30°35′09″ в. д.HGЯO
- Южный мост — строительство начато в 1983 году, введён в эксплуатацию в декабре 1990 года. 50°23′42″ с. ш. 30°35′14″ в. д.HGЯO
- Га́ванский мост — строительство начато в 2003 году, открыто одностороннее автомобильное движение в 2007 году, в полную эксплуатацию введен 23 октября 2010 года. 50°28′09″ с. ш. 30°31′08″ в. д.HGЯO
- Подольский мостовой переход — сооружение было начато ещё в 1993 году, 1 декабря 2024 года открыто движение для легковых автомобилей и городского пассажирского транспорта50°28′21″ с. ш. 30°32′09″ в. д.HGЯO

### Железнодорожные
- Рыбальский железнодорожный мост — построен в 1929 году. 50°29′01″ с. ш. 30°32′50″ в. д.HGЯO
- Дарницкий железнодорожный мост — построен в 1949 году. 50°24′59″ с. ш. 30°35′13″ в. д.HGЯO
- Дарницкий автомобильно-железнодорожный мост — построен в 2010 году, 27 сентября 2010 года открыто железнодорожное движение.50°24′54″ с. ш. 30°35′09″ в. д.HGЯO

### Пешеходные

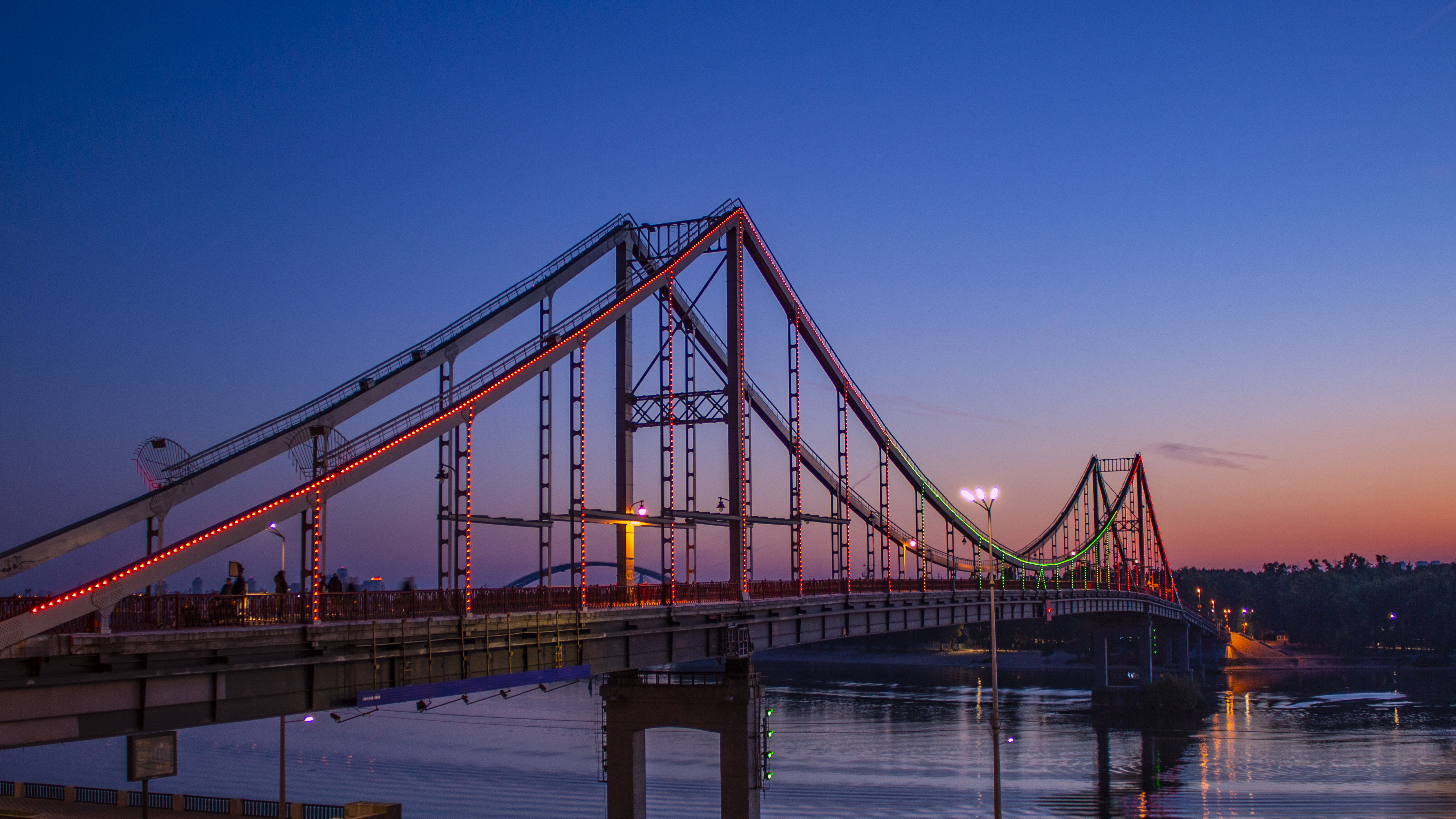
Парковый пешеходный мост

- Парковый мост (Чёртов мост, Мост влюблённых) через Петровскую аллею — сооружён в 1910 году по проекту Е. О. Патона. 50°27′08″ с. ш. 30°32′04″ в. д.HGЯO
- Парковый пешеходный мост на Труханов остров — построен в 1957 году. 50°27′25″ с. ш. 30°32′04″ в. д.HGЯO

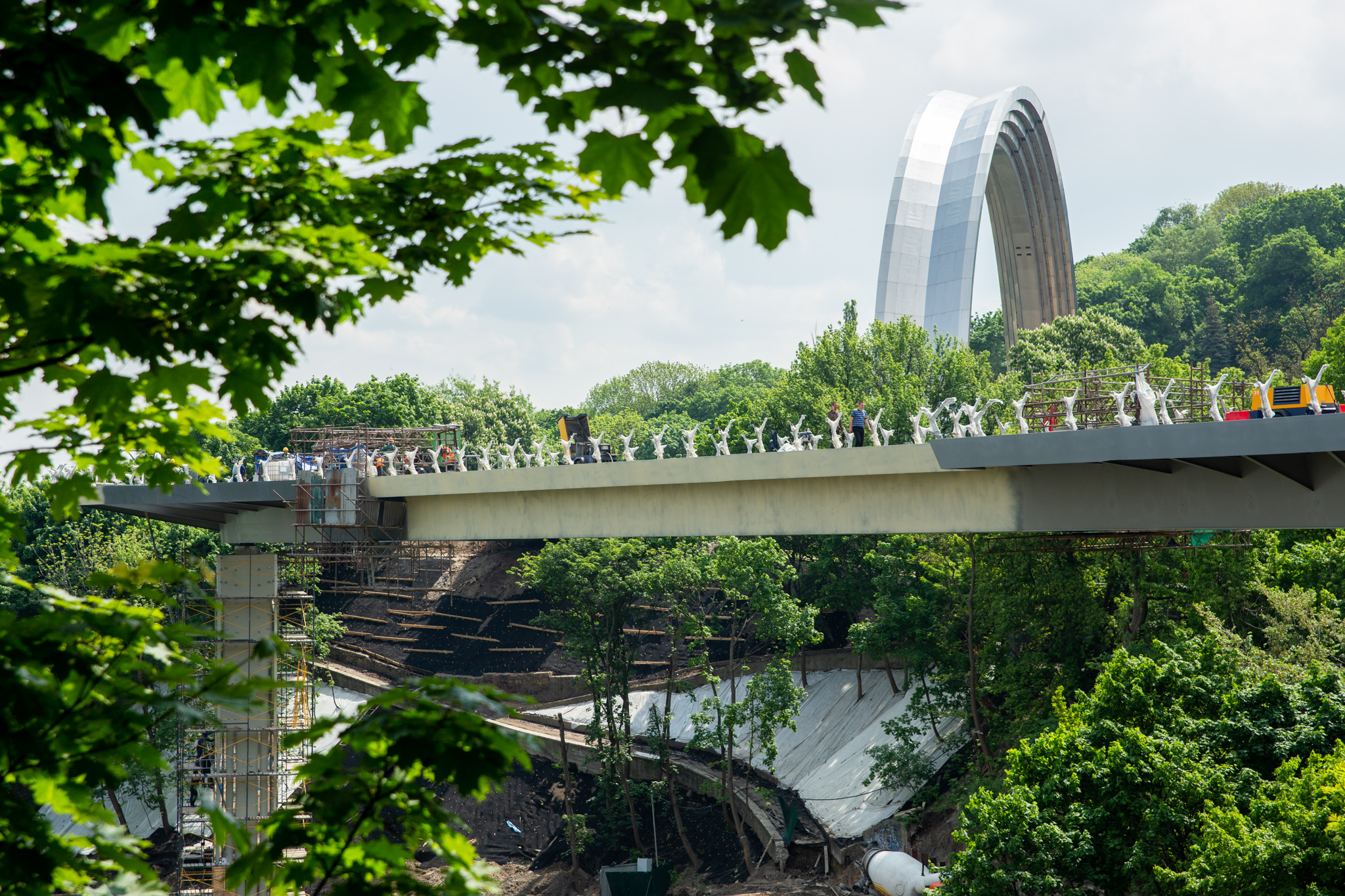
Пешеходно-велосипедный мост через Владимирский спуск

- Рыбальский вантовый мост — мост через гавань Днепра на Рыбальский остров, сооружен в 1963 году, в 1997 году по мосту было закрыто автомобильное движение, в 2009 году прекращено пешеходное движение и начат демонтаж моста. 50°28′24″ с. ш. 30°31′24″ в. д.HGЯO
- Мосты через Русановский канал — сооружены в 1960-х годах. 50°26′22″ с. ш. 30°35′52″ в. д.HGЯO
- Венецианский мост — сооружён в 1966 году. 50°26′54″ с. ш. 30°34′31″ в. д.HGЯO
- Пешеходно-велосипедный мост через Владимирский спуск — сооружён в 2019 году.

## Мосты черезЛыбедь
- Автовокзальный путепровод — соединяет бульвар Николая Михновского с Демеевской площадью. Ранее известен как Сталинский путепровод. В 2007 году прошёл реконструкцию.